# Liste der Universitäten in Bahrain
Dies ist eine Liste der Universitäten und Hochschulen in Bahrain.

## Öffentliche Universitäten und höhere Bildungseinrichtungen
- Arabian Gulf University[1]
- Bahrain Polytechnic[2]
- College of Health Sciences[3]
- University of Bahrain[4]

## Private Hochschulen
- Applied Science University[5]
- Arab Open University Bahrain[6]
- AMA International University[7]
- American University of Bahrain[8]
- Vatel Hotel & Tourism Business School[9]
- Ahlia University[10]
- Bahrain Institute of Banking and Finance[11]
- British University of Bahrain[12]
- Gulf University[13]
- Kingdom University[14]
- Royal College of Surgeons in Ireland (RCSI-Bahrain)[15]
- Royal University for Women[16]
- Talal Abu Ghazaleh University College of Business[17]
- University College of Bahrain[18]
- University of Technology Bahrain[19]
- West Virginia University Bahrain Campus[20]